# Bernd Baron von Maydell
Bernd Baron von Maydell (ur. 19 lipca 1934 w Tallinnie, zm. 3 maja 2018 w Sankt Augustin) – niemiecki profesor prawa cywilnego, prawa pracy i prawa socjalnego.

## Kariera naukowa
Egzaminy państwowe zdał na Uniwersytecie w Marburgu, habilitowany na Uniwersytecie w Bonn. W latach 1975–1981 był zatrudniony w Katedrze Prawa Socjalnego na Wolnym Uniwersytecie Berlińskim, w latach 1981–1992 na Uniwersytecie w Bonn. W latach 1992–2002 był dyrektorem Instytutu Maxa Plancka – Zagranicznego i Międzynarodowego Prawa Socjalnego. 
Profesor honorowy Uniwersytetu Ludwika i Maksymiliana w Monachium. Członek Komitetu Ekspertów Międzynarodowego Organizacja Pracy w Genewie, Komisji ds. Badań nad Przemianami Społecznymi i Politycznymi w Nowych Krajach Związkowych Niemiec, Komisji Enquete ds. Zmian Demograficznych Niemieckiego Bundestagu (od 1995), członek zagraniczny Polskiej Akademii Nauk (od 2000).
13 czerwca 2013 otrzymał tytuł doktora honoris causa Uniwersytetu Gdańskiego na wniosek Wydziału Prawa i Administracji za szczególny wkład w dostosowywanie prawnych rozwiązań polskich do standardów europejskich i zacieśnianie współpracy naukowej między niemieckimi i polskimi ośrodkami naukowymi w dziedzinie nauk prawno-społecznych.

## Ordery i odznaczenia
- Krzyż Zasługi I Klasy Orderu Zasługi Republiki Federalnej Niemiec (Niemcy)
- Złote Promienie Orderu Świętego Skarbu (Japonia)
- Krzyż Oficerski Orderu Zasługi Rzeczypospolitej Polskiej (Polska)
- Medal im. Heinricha Lünendonka za szczególne zasługi w dziedzinie ubezpieczeń społecznych
- Medal Współpracy Estońskiego Kościoła Ewangelicko-Luterańskiego